# 腓特烈三世 (萊格尼察)
腓特烈三世（波蘭語：Fryderyk III Legnicki，1520年2月22日—1570年12月15日），萊格尼察公爵，腓特烈二世的長子，1547年至1559年在位。

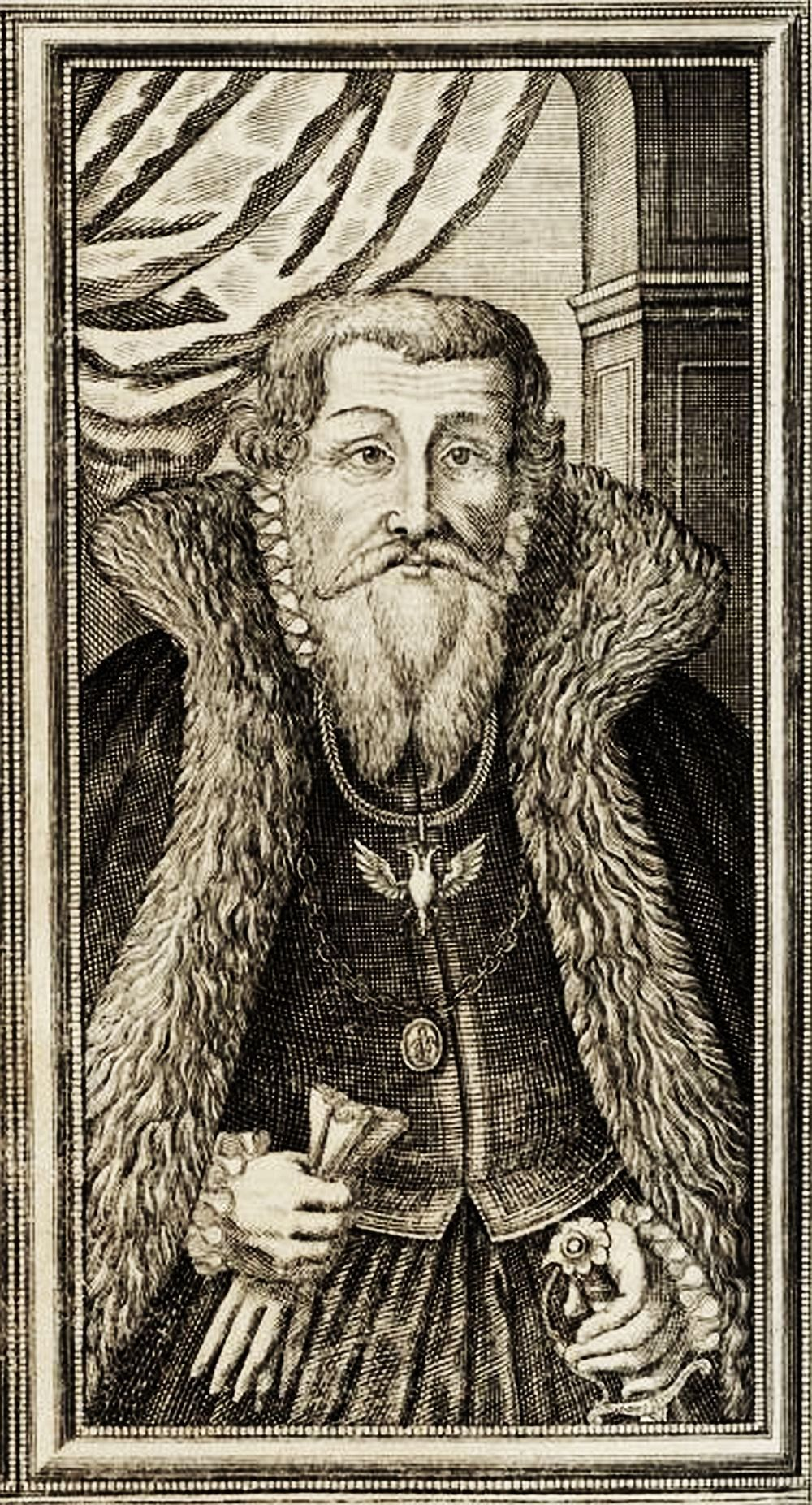

## 家庭
1538年，腓特烈三世與梅克倫堡公爵海因里希五世的女兒卡塔里娜結婚，兩人共有2子2女：
1. 亨里克十一世（1539年—1588年）
2. 卡塔齊娜（1542年—1569年）
3. 海倫娜（約1546年—1583年）
4. 腓特烈四世（1552年—1596年）